# Сталоне-Талаворно (Маса-Карара)
Сталоне-Талаворно је насеље у Италији у округу Маса-Карара, региону Тоскана.
Према процени из 2011. у насељу је живело 582 становника. Насеље се налази на надморској висини од 200 м.